# Summerfield (Kansas)
Summerfield – miasto w Stanach Zjednoczonych, w stanie Kansas, w hrabstwie Marshall.